# Ersta sjukhus

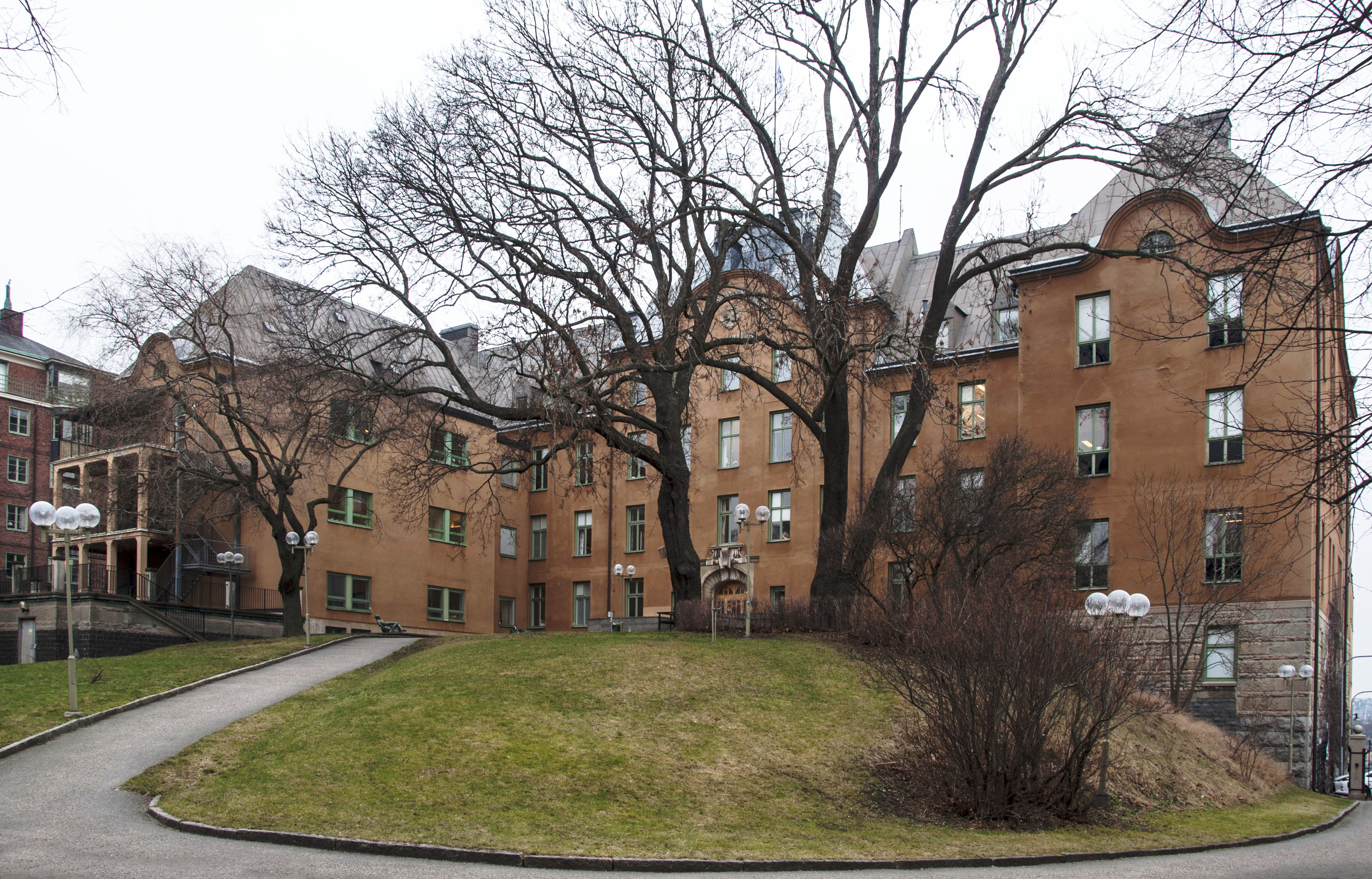
Ersta gamla sjukhus, 2014. Nu finns en ny sjukhusbyggnad i anslutning till det gamla sjukhuset som öppnades 2023. De båda sjukhusbyggnaderna utgör Ersta sjukhus.

Ersta sjukhus ligger på Folkungagatan 125 på Södermalm i Stockholm.  Det är Sveriges största ideburna vårdgivare och tar emot patienter från hela Sverige. Sjukhusområdet sträcker sig ner till Folkungagatan i syd och fram till Erstagatan i öst. Sjukhusverksamheten vid Erstaklippan började 1864. Sjukhuset ingår i Ersta diakoni. 

## Historik
Den första verksamheten för Ersta diakoni var grundandet av ett sjukhus på Kungsholmen 1851. Det var dels ett sjukhus för fattiga och dels den första sjuksköterskeskolan i Sverige. 1864 byggdes det första sjukhuset på Erstaområdet efter ritningar av Per Ulrik Stenhammar, han var även arkitekt för Ersta kyrka och diakonihuset inom samma område. 
Mot slutet av 1800-talet blev man tvungen att utöka lokalerna. På initiativ av landets biskopar och drottning Sofia startades 1904 en insamling för ett nytt sjukhusbygge. Pengarna räckte inte riktigt för projektet och Stockholms stad lånade ut mer pengar under förutsättning att Ersta diakoni förband sig att ta emot patienter från kommunen enligt ett särskilt avtal. Samarbetet fungerar än idag. Region Stockholm är den enskilt största beställaren av vård på Ersta Sjukhus. Det nya sjukhuset med namnet "Diakonissanstaltens sjukhus" hade 103 vårdplatser och invigdes 3 november 1907. Arkitekt var Axel Kumlien. 
Nästa stora förändring kom på 1960-talet, då sjukhuset genomgick en stor renovering, och de gamla 1700- och 1800-talshusen som låg vid Fjällgatan revs och ersattes med nuvarande byggnad. 

## Nytt sjukhus
Ett nytt sjukhus öppnade år 2023 söder om det gamla med entré från Folkungagatan 125. Den nya sjukhusbyggnadens entré på Folkungagatan där med ett nytt entrétorg. Bygget omfattar cirka 23 800 m² och är ett specialistsjukhus. Byggherre är Ersta Fastigheter AB för den arkitektoniska gestaltningen stod Nyréns Arkitektkontor och Ratio arkitekter. Rivnings- och schaktarbetena började 2020. Den nya byggnaden invigdes sommaren år 2023.

## Bilder

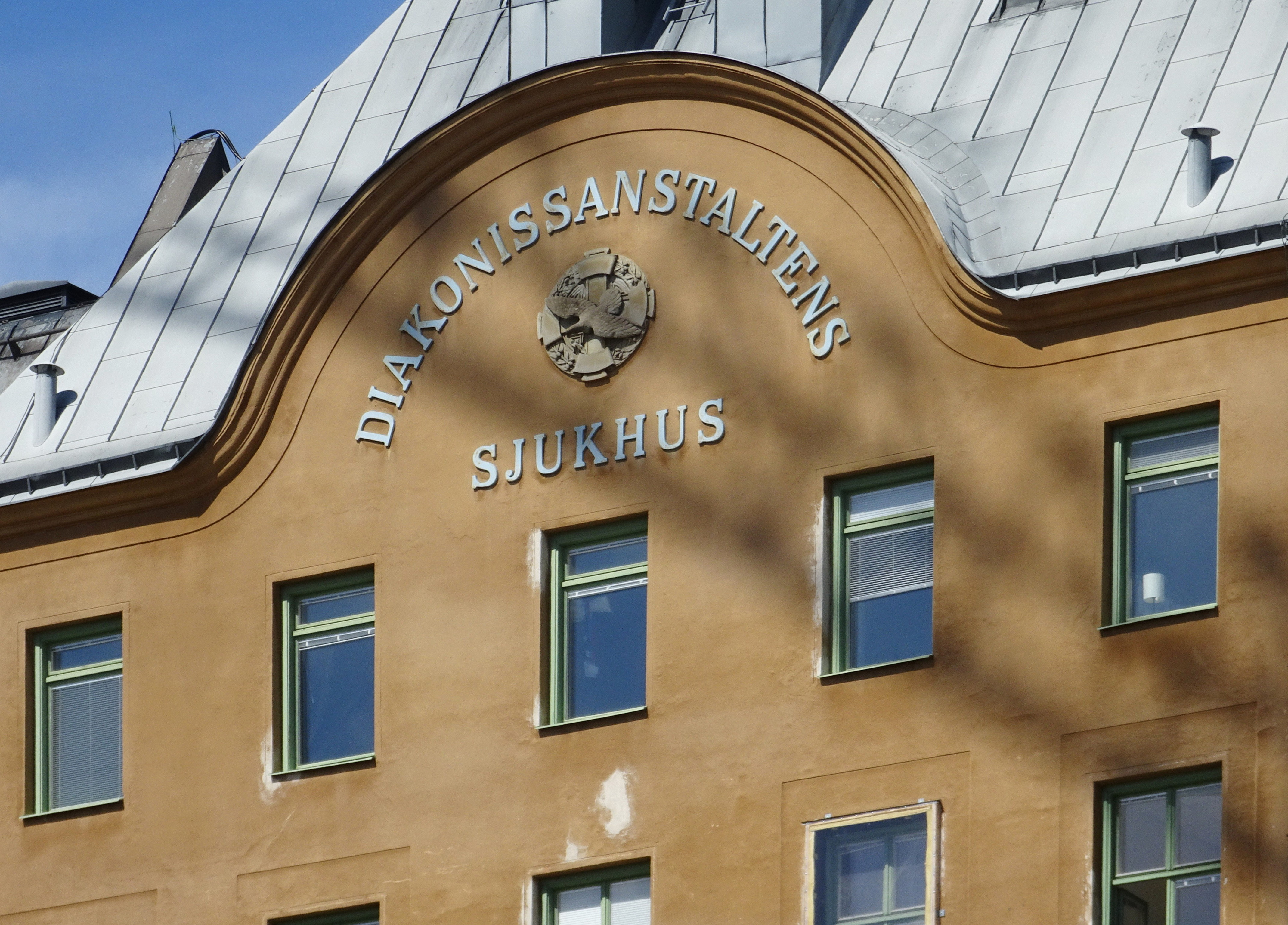
"Diakonissanstaltens sjukhus", vy från Erstagatan.
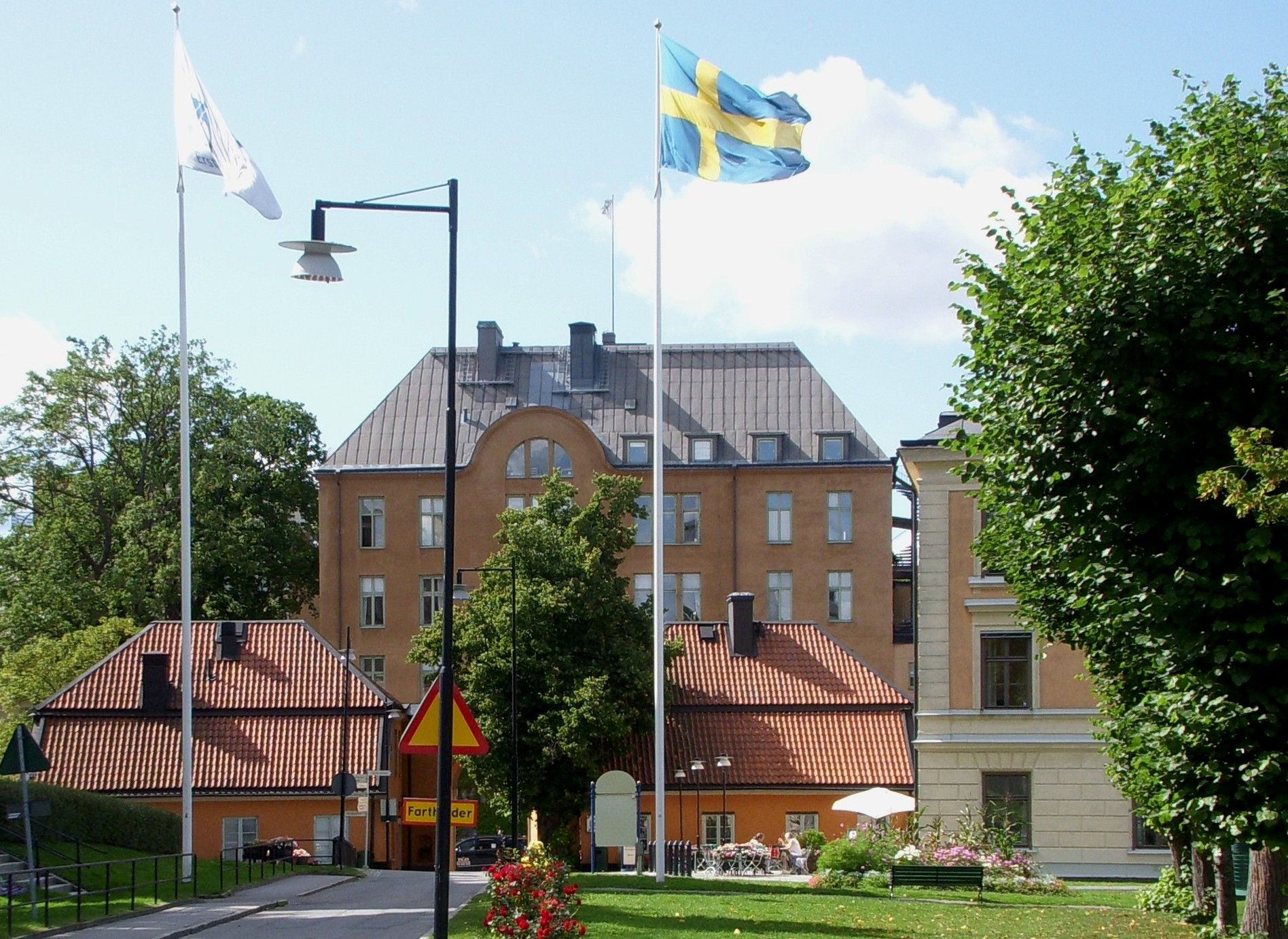
Ersta sjukhus från 1907, vy från Erstaområdet.
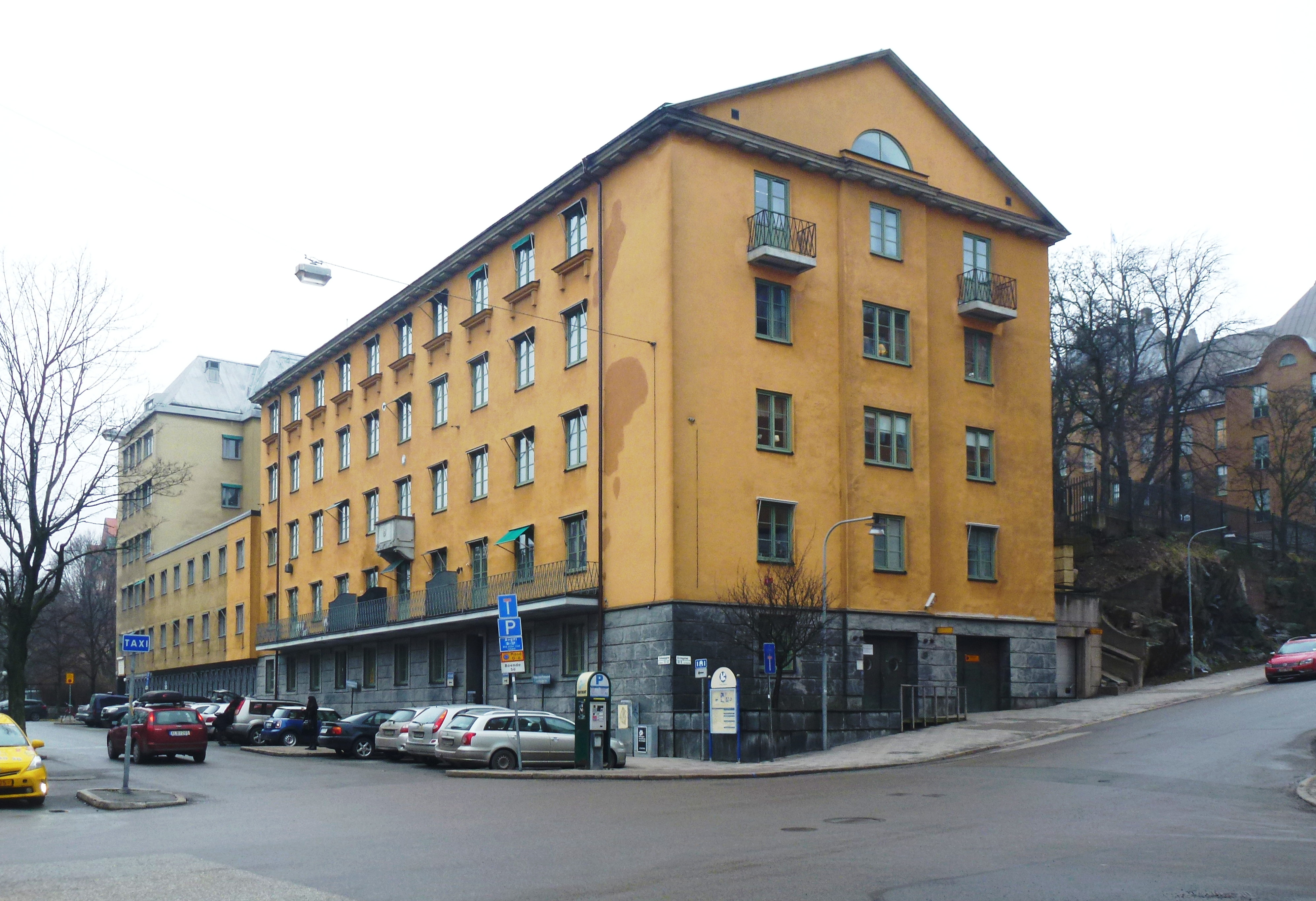
Sjukhusområdet sett från Folkungagatan/Erstagatan.
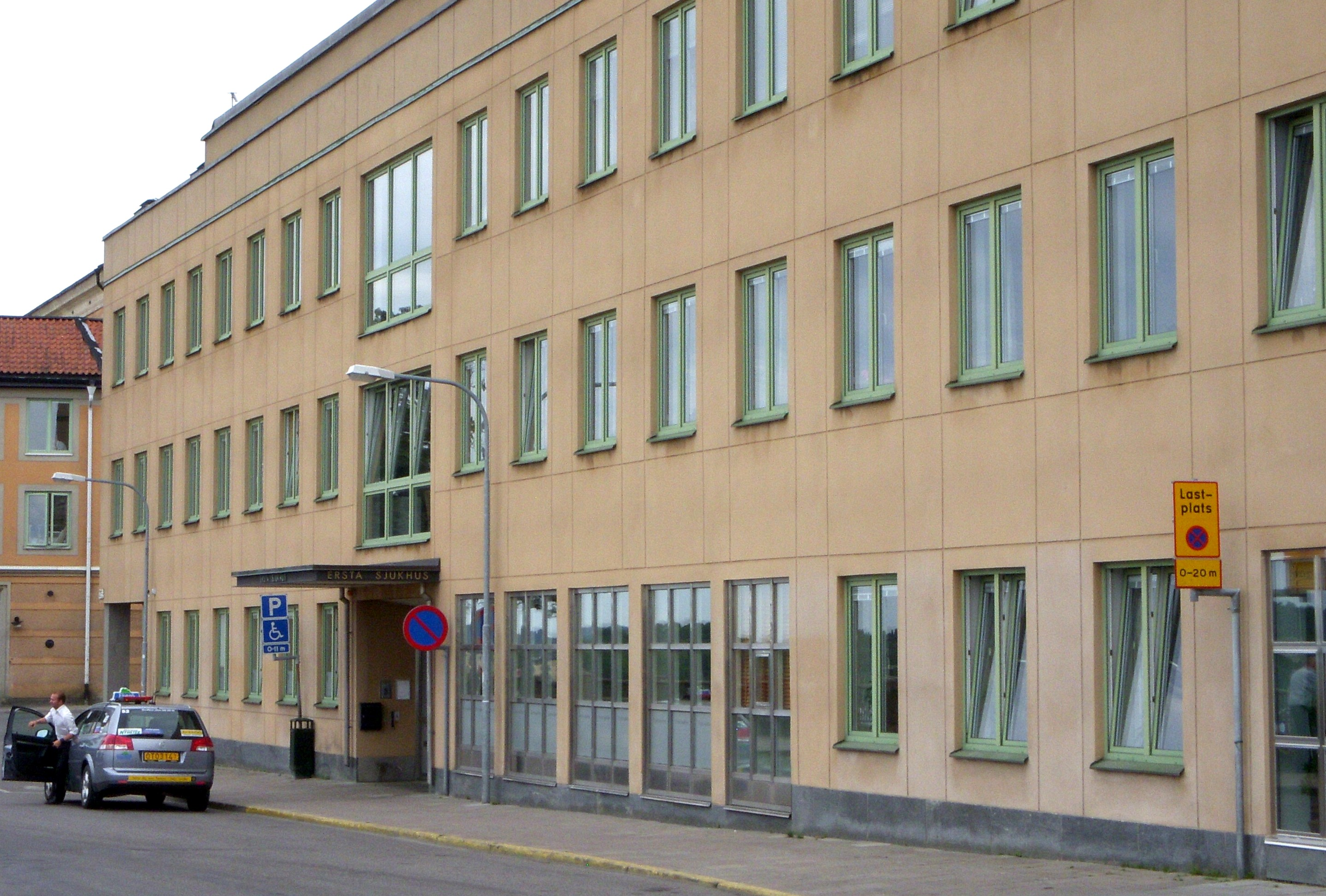
Ersta sjukhus, vy från Fjällgatan.
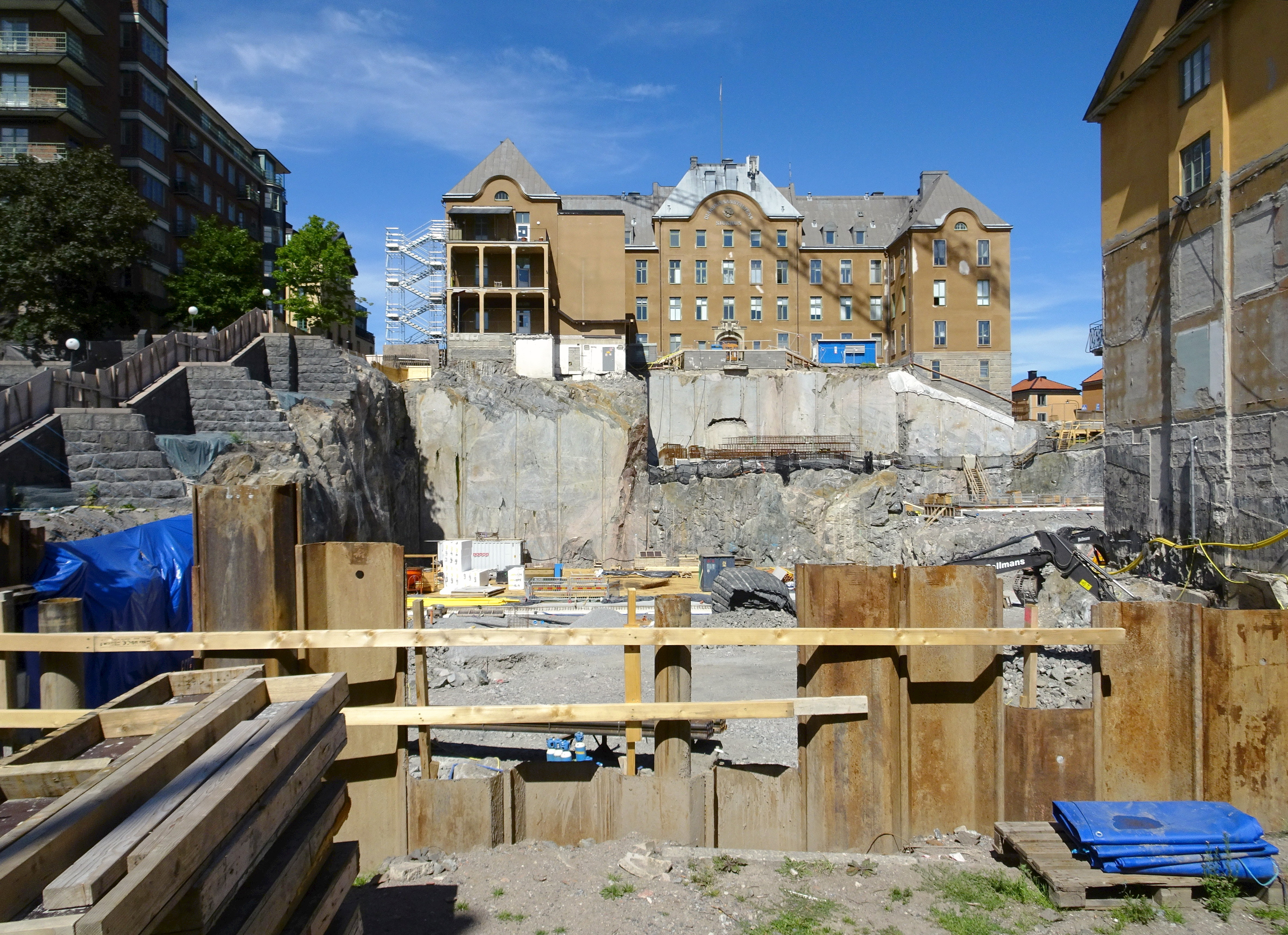
Byggarbetsplatsen för ett nytt sjukhus sett från Folkungagatan, gamla byggnaden i bakgrunden, juli 2020.
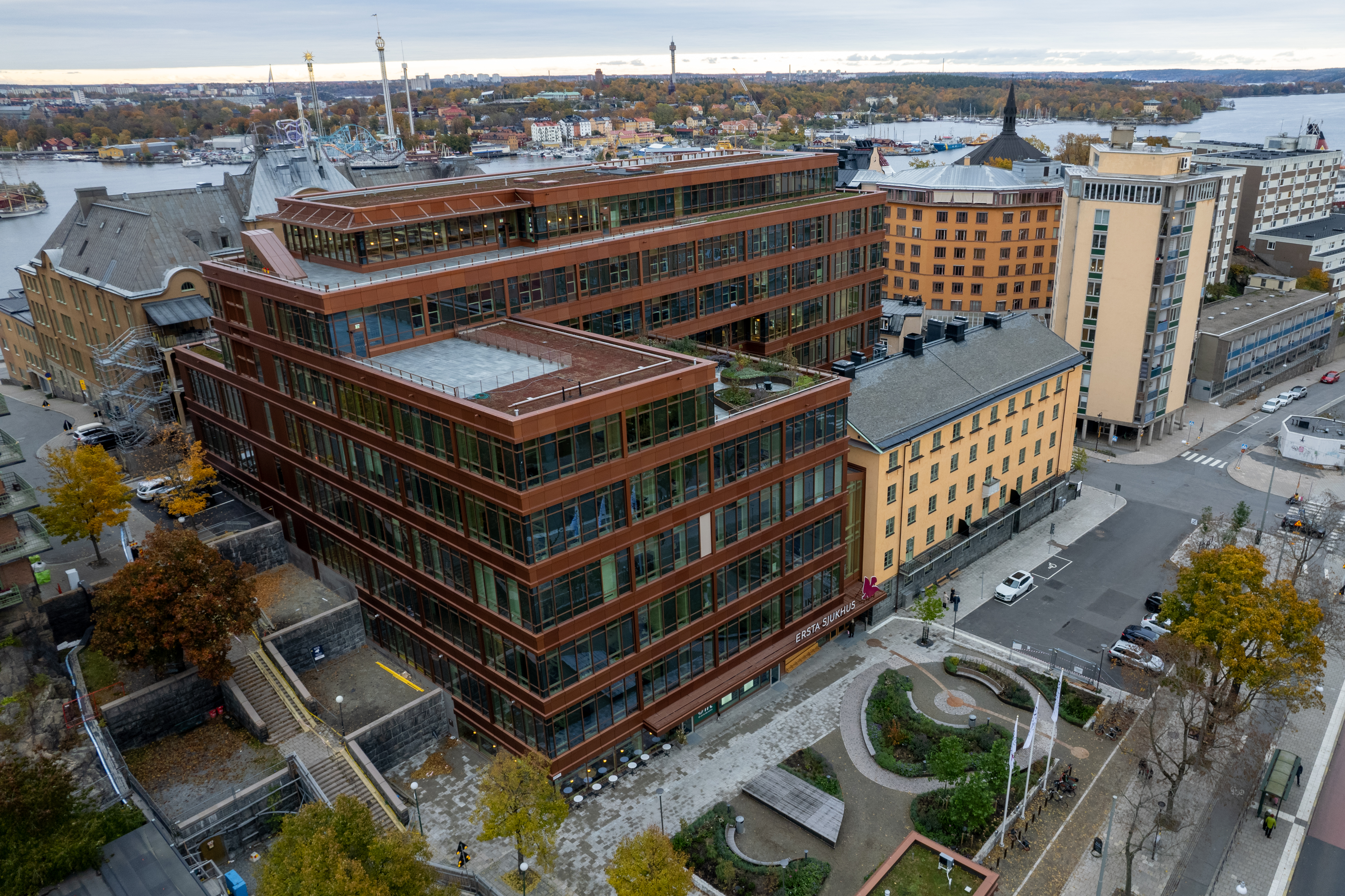
Nya Ersta sjukhus, oktober 2023.
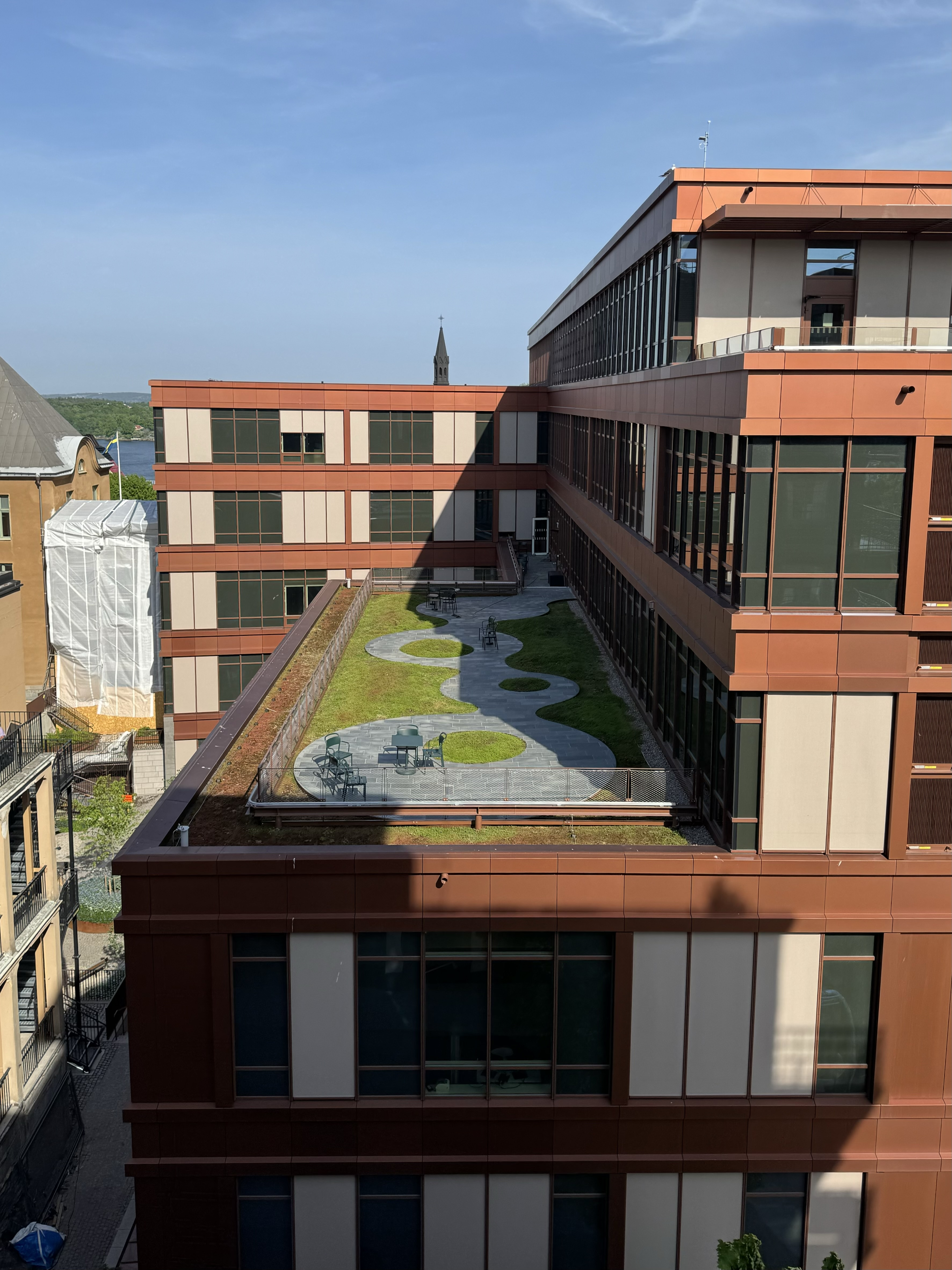
En terrass med uteplats på Ersta nya sjukhus, 2024.